# Dominique Gauthier (Mediziner)
Joseph Dominique Gauthier (* 25. Februar 1910 in Saint-Théodore-d’Acton, Québec; † 20. März 2006) war ein kanadischer Arzt und Folklorist.

## Leben und Wirken
Gauthier besuchte das Séminaire de Notre-Dame-des-Cœurs in Papineauville sowie das Collège Saint-Joseph und absolvierte ein Studium an der Université de Moncton, wo er 1948 den Grad eines Doktors der Philosophie erlangte. Daneben studierte er Medizin an der Université Laval. 
Nach einem Aufenthalt in Indien, wo er als Armeearzt im Rang eines Offiziers wirkte, ließ er sich 1938 in Shippagan/New Brunswick nieder und arbeitete hier vierzig Jahre lang als Arzt. Hier lernte er 1950 Luc Lacourcière (18. Oktober  1910 – 15. Mai 1989) und Félix-Antoine Savard (1896–1982) kennen, zwei Wissenschaftler der Université Laval, die Folklorestudien in der Region betrieben. Er vermittelte ihnen Kontakte zu Patienten, die Kenntnisse von folkloristischen Überlieferungen hatten und sammelte angeregt von dieser Begegnung selbst in den folgenden Jahren dreihundert Lieder und neunhundert Erzählungen, die er dem Folklorearchiv der Université Laval zur Verfügung stellte. 
Sowohl als Mediziner als auch als Folklorist wurde Gauthier mehrfach ausgezeichnet. 1963 erhielt er das päpstliche Ehrenkreuz Pro Ecclesia et Pontifice, 1971 das Ehrenwappen der Association des médecins de langue française du Canada, und 1976 ernannte ihn die Medizinfakultät der Université Laval zum Familienarzt des Jahres. Für seine folkloristischen Arbeiten wurde er 1973 zum Mitglied der Order of Canada ernannt. Die Stadt Shippagan benannte den Boulevard J.D. Gauthier nach ihm.